# Hildegart Rodríguez Carballeira

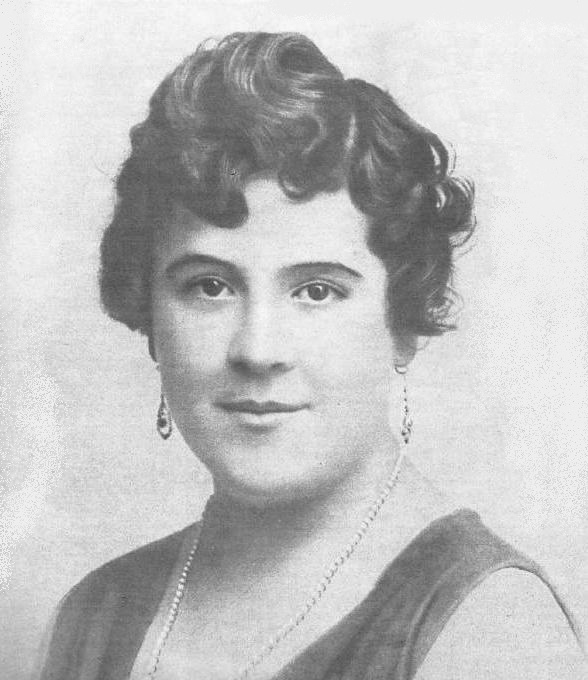
Hildegart Rodríguez.

Hildegart Leocadia Georgina Hermenegilda Maria del Pillar Rodríguez Carballeira (ur. 5 lub 9 grudnia 1914 w Madrycie, zm. 9 czerwca 1933 tamże) – hiszpańska działaczka polityczna, aktywistka na polu polityki i promocji rewolucji seksualnej.
Hildegart była cudownym dzieckiem samotnej matki (ojciec jest nieznany), Aurory, która chciała wychować córkę na modelową nowoczesną kobietę. Nauczyła ona dziecko mówić w wieku ośmiu, a czytać – w wieku 22 miesięcy; do 9 roku życia uczyła ją w domu. W wieku 14 lat Hildegart wstąpiła na uniwersytet i do młodzieżówki socjalistycznej.
Także w wieku 14 lat opublikowała pierwszą książkę na temat edukacji seksualnej (napisała potem jeszcze siedem następnych). Była żarliwą propagatorką eugeniki, postulowała m.in. sterylizację syfilityków, kryminalistów itp. oraz zakładanie „hodowli” najlepszych przedstawicieli gatunku ludzkiego. Cały czas współpracowała z matką, a równocześnie była pod jej praktycznie pełną kontrolą; matka była także współautorką niektórych z jej książek.
W 1932 doszło między nimi do konfliktu ze względu na coraz silniejsze zaangażowanie polityczne Hildegart oraz chęć wyjazdu do Londynu na zaproszenie H.G. Wellsa, którego korespondentką i asystentką była podczas jego pobytu w Hiszpanii. Po okresie wymuszonej przez matkę izolacji od świata w wieku 19 lat została zastrzelona przez matkę, ponieważ nie spełniała jej eugenicznych nadziei na superczłowieka.